# Asterix i Spanien
Asterix i Spanien (franska: Astérix en Hispanie) är det fjortonde seriealbumet som handlar om den galliska hjälten Asterix. Albumet är skrivet av René Goscinny och tecknat av Albert Uderzo och utkom i Frankrike 1969 och i Sverige 1974. Serierna publicerades ursprungligen 22 maj–16 oktober 1969.

## Handling
Inte bara en gallisk och en brittisk by trotsar de romerska erövrarna, utan även en spansk. För att få den spanske hövdingen Alonzo Enfanto de la Patria att lugna ner sig kidnappar romarna hans lille son Pepe och skickar honom till Gallien. Där befriar Asterix och Obelix honom, vilket för våra galliska hjältar till ännu en resa till ett europeiskt grannland. Tjurkampen, stoltheten, romer och den tragiske hjälten Don Quijote får sig alla en liten blinkning.

## Övrigt
För förmodligen första och enda gången anges ett exakt årtal för när handlingen utspelar sig, nämligen år 45 f.Kr.. Eftersom Julius Caesar är med i de flesta efterföljande Asterix-äventyren "måste" dessa utspela sig under ett enda år, eftersom Caesar mördades 44 f.Kr..
Detta är det första album där fiskhandlaren Crabbofix och hans fru (Jellosubmarina) medverkar. I detta album utbryter också för första gången ett av de slagsmål, som senare kommer att bli så typiska för den galliska byn.
Den spanske byhövdingens namn, Alonzo Enfanto de la Patria, anspelar på de inledande orden i Marseljäsen: "Allons enfants de la patrie!" = "Tågom, fosterlandets barn!". (I det franska originalet heter han dock Soupalognon y Crouton; jämför soupe à l'oignon et croûtons, 'löksoppa med krutonger'.)

## Utgåvor
- Goscinny, René; Uderzo Albert, Emond Ingrid (1974). Asterix i Spanien. Asterix-album ; 14 (1. uppl.). Malmö. Libris 831933
- Goscinny, René; Uderzo Albert, Emond Ingrid 1925- (1983). Asterix i Spanien. Asterix-album ; 14 (Ny utg.). Malmö: Hemmets journal. Libris 7657187. ISBN 91-7674-113-3
- Goscinny, René; Uderzo Albert, Emond Ingrid 1925- (1986). Asterix. [4], Asterix och skatten ; Asterix i Spanien ; Astrix och tvedräkten ; Asterix i Alperna. Malmö: Richter. Libris 537379. ISBN 91-7706-312-0
- Goscinny, René; Uderzo Albert (2001). Asterix i Spanien. Asterix ; 14 (Ny utg.). Malmö: Egmont serieförl. Libris 7630352. ISBN 91-7269-001-1
- Goscinny, René; Uderzo Albert, Berner Horst, Emond Ingrid (2002). Asterix och skatten ; Asterix i Spanien ; Asterix och tvedräkten. Asterix - den kompletta samlingen ; 5. Malmö: Egmont serieförl. Libris 8604227. ISBN 91-7269-257-X